# Michelangelo Luchi
Pour les articles homonymes, voir Luchi.
Michelangelo Luchi (né le 20 août 1744 à Brescia et mort le 29 septembre 1802 à Subiaco) est un cardinal italien du XIXe siècle. Il est membre de l'ordre des bénédictins.

## Biographie
Luchi étudie dans l'abbaye du Mont-Cassin. Il est professeur de théologie et philosophie, enseigne le Grec et le Hébreux.
Le pape Pie VII le crée cardinal in pectore lors du consistoire du 23 février 1801. Sa création est publiée le 28 septembre 1801. Il est préfet de la Congrégation de l'Index en août 1802, un mois avant de mourir de la goutte.

### Source
- Fiche du cardinal sur le site de la FIU